# Jimmy Allen (Fußballspieler, 1909)
James Phillips „Jimmy“ Allen (* 16. Oktober 1909 in Birmingham; † 5. Februar 1995 in Southsea, Portsmouth) war ein englischer Fußballspieler und -trainer. Der zweifache Nationalspieler war in den 1930ern für den FC Portsmouth und Aston Villa aktiv.

## Spielerkarriere
Allen, bei der Volkszählung von 1911 jüngstes von elf Kindern eines Bierkutschers, kam vom unterklassigen Klub Poole Central im August 1927 zum Poole FC, der neu in die Southern League aufgenommen worden waren. Im Februar 1930 bestritt Allen als Testspieler eine Partie für die Reservemannschaft des Erstligisten FC Portsmouth und überzeugte dabei die Verantwortlichen, die bereit waren eine Ablöse von £1.200 an Poole zu zahlen. Nach seinem Debüt in der First Division im Januar 1931 gegen Birmingham City etablierte sich Allen auf der Mittelläuferposition. In den Saisons 1931/32 und 1932/33 verpasste Allen lediglich eine Ligapartie und empfahl sich mit überzeugenden Leistungen auch für Berufungen in Auswahlteams. An der Seite von Alf Strange (Sheffield Wednesday) und Wilf Copping (Leeds United) bildete er im Oktober 1933 bei einem 3:0-Erfolg gegen Irland (IFA) sowie bei einer 1:2-Niederlage gegen Wales einen Monat später die Läuferreihe der englischen Nationalmannschaft. Bei seinem zweiten und letzten Länderspiel gegen Wales musste er das Spielfeld nach 36 Minuten wegen einer Beinverletzung verlassen. Auch in Auswahlteams der Football League wurde er in der Spielzeit 1933/34 zwei Mal berufen und wirkte dabei gegen die Irish League (Oktober 1933) und die Scottish League (Februar 1934) mit.
Höhepunkt seiner Zeit beim FC Portsmouth war das Finale des FA Cups 1933/34 im Londoner Wembley-Stadion vor über 93.000 Zuschauern. Portsmouth führte dabei mit 1:0 gegen Manchester City, ehe Allen eine Gehirnerschütterung erlitt und zur Behandlung das Spielfeld verlassen musste. In Unterzahl und ohne ihren Kapitän und zentralen Defensivspieler kassierte die Mannschaft den Ausgleich und in der Folge, als Allen zwar wieder auf dem Spielfeld stand aber nicht mehr im Vollbesitz seiner Kräfte war, erzielte Manchester kurz vor Ende der regulären Spielzeit das 2:1 durch Doppeltorschütze Fred Tilson, der zuvor von Allen wirkungsvoll gedeckt worden war. Es war zugleich Allens drittletztes Spiel für Portsmouth, nur wenige Wochen später wechselte er für £10.775, Rekordsumme für einen Defensivspieler, zum Erstligakonkurrenten Aston Villa. Der FC Portsmouth erweiterte mit Hilfe des Transfererlöses den Fratton Park um eine Nordtribüne, die im Volksmund fortan den Namen „Jimmy Allen Stand“ trug.
Bei den Fans von Aston Villa war der rein auf Defensivaufgaben bedachte Allen (in 308 Pflichtspielen für Portsmouth und Aston Villa erzielte er lediglich vier Tore), der Nachfolger von Alex Talbot auf der Mittelläuferposition wurde, umstritten. Dazu trug auch bei, dass Aston Villa am Ende der Saison 1935/36 mit 110 Gegentoren als Tabellenvorletzter in die Second Division absteigen musste. Weder Allen noch Tommy Griffiths oder Ernie Callaghan gelang es im Saisonverlauf auf der Mittelläuferposition Stabilität in die Mannschaft zu bringen. Mit Aston Villa und den Blackburn Rovers stiegen die letzten beiden Gründungsmitglieder der Liga, die seit 1888 ununterbrochen der höchsten Spielklasse angehörten, ab. 
Nach dem Abstieg kam Allen in der Saison 1936/37 nur sporadisch zum Einsatz, erst in der Spielzeit 1937/38 konnte er an seine Leistungen aus Portsmouth anknüpfen. Als Kapitän führte er Aston Villa zum souveränen Gewinn der Zweitligameisterschaft, und dem damit verbundenen Wiederaufstieg. Zudem gelang das Erreichen des Halbfinals im FA Cup, in dem man sich Preston North End mit 1:2 geschlagen geben musste. Nach einer weiteren durchwachsenen Saison in der First Division (Platz 12) wurde der Spielbetrieb der Football League nach dem dritten Spieltag der Saison 1939/40 unmittelbar nach dem Ausbruch des Zweiten Weltkriegs gestoppt. Damit endete Allens Laufbahn bei Aston Villa, der zwar noch bis Kriegsende beim Klub registriert war aber nicht mehr für diesen auflief, nach insgesamt 147 Liga- und 13 Pokaleinsätzen.
In den ersatzweise ausgetragenen regionalen Wartime Leagues war Allen bis zu seinem verletzungsbedingten Karriereende 1944 noch sporadisch aktiv und trat dabei als Gastspieler für den FC Southampton (5 Spiele, 1939/40; 1 Spiel, 1943/44), den FC Portsmouth (7 Spiele, 1939/40), Birmingham City (1 Spiel, 1939/40), Crystal Palace (2 Spiele, 1942/43), den FC Chelsea (25 Spiele, 1942/43), den FC Fulham (2 Spiele, 1943/44) und Luton Town (1 Spiel, 1943/44) in Erscheinung.

## Trainerkarriere und späteres Leben
Nach Kriegsende wurde Allen Sports and Welfare Officer beim Birminghamer Unternehmen Gaskell & Chambers, bevor er sich im Juli 1948 erfolgreich um den Trainerposten des Southern-League-Klubs Colchester United bewarb und sich dabei gegen Tom Bradshaw und Charlie Ferguson durchsetzte. Der Klub hatte sich bereits zwei Mal erfolglos um Aufnahme in die Football League beworben und gehörte zu den Spitzenteams der Southern League. In seiner ersten Saison belegte er mit dem Klub den vierten Platz und unterlag binnen zehn Tagen in zwei Finals des Southern League Cups. Da es am Ende der Vorsaison Terminierungsschwierigkeiten gegeben hatte, wurde das Ligapokalfinale der Saison 1947/48 erst im April 1949 ausgetragen. Die Partie gegen Merthyr Tydfil (0:5) endete ebenso in einer Niederlage wie zehn Tage später gegen Yeovil Town (0:3) im Finale der Saison 1948/49. 
Die Folgesaison verlief für den Klub erfolgreicher, die Meisterschaft ging nur aufgrund der schlechteren Tordifferenz an Merthyr Tydfil, dafür gelang im Southern League Cup durch ein 3:0-Auswärtssieg und eine 3:4-Heimniederlage gegen Bath City der Titelgewinn. Wichtiger noch war allerdings, dass sich Colchester erfolgreich um Aufnahme in die Football League Third Division South bewarb, die zur Saison 1950/51 von 22 auf 24 Mannschaften aufgestockt wurde. Allen gelang es zunächst in den ersten beiden Spielzeiten, den Liganeuling mit einem 16. und 10. Platz in der Abschlusstabelle in der Liga zu etablieren und machte dabei auch von seinen Verbindungen nach Portsmouth Gebrauch, die zur Verpflichtung von Jimmy Elder, Bill Rochford, Phil Rookes und Bert Barlow führten.
In der Spielzeit 1952/53 belegte Allen mit seinem Team nur noch den 22. Tabellenplatz und entging damit nur knapp der Notwendigkeit sich einer Wiederwahl zum Beibehalt des Ligastatus stellen zu müssen. Finanziell endete die Saison mit einem Verlust von £8.000 und der Vereinsvorstand plante daraufhin die folgende Saison nur noch mit einem Dutzend Profis zu bestreiten und die Mannschaft mit Teilzeitprofis aufzufüllen. Dies führte zu deutlichen Meinungsverschiedenheiten zwischen dem Vorstand und Allen, der keine Möglichkeit sah, mit den zur Verfügung gestellten Mitteln eine wettbewerbsfähige Mannschaft zusammenzustellen. Bereits zuvor hatte es regelmäßig Auseinandersetzungen gegeben, unter anderem über den Verkauf von Starstürmer Vic Keeble und die Installation einer Flutlichtanlage. Als wenig später auch noch Colchesters Fanvereinigung Allens Führungsstil kritisierte und an seiner Stelle einen Spielertrainer empfahl, reichte er zum 2. Mai 1953 seinen Rücktritt ein. Seinen Lebensunterhalt bestritt er im Anschluss als Betreiber des Pubs The Festing Arms in Southsea.